# Buffalo Bills 1985
La stagione 1985 dei Buffalo Bills è stata la 16ª della franchigia nella National Football League, la 26ª complessiva. L'allenatore Kay Stephenson fu licenziato dopo avere perso tutte le prime quattro partite. Al suo posto subentrò il coordinatore difensivo Hank Bullough che chiuse con un record di 2-14, classificandosi quinto nella AFC East e mancando l'accesso ai playoff per il quarto anno consecutivo.
Nel Draft NFL 1985 la squadra scelse due futuri Hall of Famer: come primo assoluto il defensive end Bruce Smith, leader di tutti i tempi della NFL in sack, e come 86º assoluto il wide receiver Andre Reed, che al momento del ritiro era terzo di tutti i tempi per ricezioni in carriera dietro a Jerry Rice e Cris Carter.

## Roster
| Roster dei Buffalo Bills nel 1985 |
| --- |
| Quarterback - 5 Vince Ferragamo - 7 Bruce Mathison - 14 Frank Reich Running Back - 28 Greg Bell FB - 20 Joe Cribbs - 34 Booker Moore FB - 33 Mike Pruitt - 40 Robb Riddick - 47 Anthony Steels - 23 Van Williams Wide Receiver - 81 Mitchell Brookins - 85 Chris Burkett - 80 Jerry Butler - 82 Eric Richardson - 83 Andre Reed - 86 Jimmy Teal Tight End - 88 Pete Metzelaars - 87 Eason Ramson Offensive Linemen - 69 Greg Christy T - 63 Justin Cross G - 70 Joe Devlin T - 68 Joe DeLamielleure G - 53 Will Grant C - 71 Dale Hellestrae C - 72 Ken Jones T - 51 Jim Ritcher G - 62 Mark Traynowicz T - 65 Tim Vogler G Defensive Linemen - 95 Sean McNanie DE - 79 Dean Prater DE - 76 Fred Smerlas NT - 78 Bruce Smith DE - 74 Don Smith DT - 77 Ben Williams DE Linebacker - 58 Anthony Dickerson OLB - 59 Guy Frazier OLB - 99 Hal Garner OLB - 55 Jim Haslett ILB - 50 Larry Kubin - 90 Steve Maidlow ILB - 54 Eugene Marve ILB - 57 Lucius Sanford OLB - 56 Darryl Talley OLB - 50 Eric Wilson Defensive Back - 43 Martin Bayless FS - 36 Rodney Bellinger CB - 29 Derrick Burroughs CB - 25 Rod Hill CB - 22 Steve Freeman SS - 48 Lawrence Johnson CB - 23 Jim Perryman SS - 27 Ron Pitts CB - 26 Charles Romes CB - 21 Don Wilson FS/PR/KR Special Team - 4 John Kidd P - 11 Scott Norwood K Lista delle riserve - 89 Ulysses Norris TE (IR) |
| Legenda - I rookie sono in corsivo. - Il primo ruolo è il principale mentre gli eventuali successivi indicano i ruoli secondari. - (IR) sta per Injured Reserve ed indica la lista ristretta per un solo giocatore infortunato che può tornare ad allenarsi dopo la settimana 6 e a rientrare in prima squadra dopo che questa ha giocato 8 partite. - (NF-Inj.) / (NF-Ill.) stanno rispettivamente per Non-Football Injured e Non-Football Illness ed indicano le liste dove viene inserito un giocatore che ha un infortunio o una malattia non dipendente dal football americano. - (PUP) sta per Physically Unable to Perform ed indica la lista dove viene inserito un giocatore mentre è in attesa di recuperare la condizione fisica. Nella stagione regolare dopo la sesta partita giocata dalla propria squadra, il giocatore ha tempo tre settimane per riprendere ad allenarsi, più tre settimane aggiuntive dal suo rientro agli allenamenti per rientrare in prima squadra. |

Fonte:

## Calendario
| Stagione regolare |                   |                         |           |          |
| Turno             | Data              | Avversario              | Risultato | Pubblico |
| 1                 | 8 settembre 1985  | San Diego Chargers      | S 14–9    | 67,597   |
| 2                 | 15 settembre 1985 | at New York Jets        | S 42–3    | 63,449   |
| 3                 | 22 settembre 1985 | New England Patriots    | S 17–14   | 40,334   |
| 4                 | 29 settembre 1985 | Minnesota Vikings       | S 27–20   | 45,667   |
| 5                 | 6 ottobre 1985    | at Indianapolis Colts   | S 49–17   | 60,003   |
| 6                 | 13 ottobre 1985   | at New England Patriots | S 14–3    | 40,462   |
| 7                 | 20 ottobre 1985   | Indianapolis Colts      | V 21–9    | 28,430   |
| 8                 | 27 ottobre 1985   | at Philadelphia Eagles  | S 21–17   | 60,987   |
| 9                 | 3 novembre 1985   | Cincinnati Bengals      | S 23–17   | 25,640   |
| 10                | 10 novembre 1985  | Houston Oilers          | V 20–0    | 21,881   |
| 11                | 17 novembre 1985  | at Cleveland Browns     | S 17–7    | 54,478   |
| 12                | 24 novembre 1985  | Miami Dolphins          | S 23–14   | 50,474   |
| 13                | 1º dicembre 1985  | at San Diego Chargers   | S 40–7    | 45,487   |
| 14                | 8 dicembre 1985   | New York Jets           | S 27–7    | 23,122   |
| 15                | 15 dicembre 1985  | at Pittsburgh Steelers  | S 30–24   | 35,953   |
| 16                | 22 dicembre 1985  | at Miami Dolphins       | S 28–0    | 64,811   |

## Classifiche
| AFC East                |    |    |   |      |     |      |     |     |     |
|                         | V  | S  | P | %    | DIV | CONF | PF  | PS  | STR |
| Miami Dolphins(2)       | 12 | 4  | 0 | .750 | 6–2 | 9–3  | 428 | 320 | V7  |
| New York Jets(4)        | 11 | 5  | 0 | .688 | 6–2 | 9–3  | 393 | 264 | V1  |
| New England Patriots(5) | 11 | 5  | 0 | .688 | 6–2 | 8–4  | 362 | 290 | V1  |
| Indianapolis Colts      | 5  | 11 | 0 | .313 | 1–7 | 2–10 | 320 | 386 | V2  |
| Buffalo Bills           | 2  | 14 | 0 | .125 | 1–7 | 2–12 | 200 | 381 | S6  |